# Sticherus flabellatus
Sticherus flabellatus är en ormbunkeart som först beskrevs av Robert Brown, och fick sitt nu gällande namn av Harold St.John. Sticherus flabellatus ingår i släktet Sticherus och familjen Gleicheniaceae. Utöver nominatformen finns också underarten S. f. compactus.

## Bildgalleri

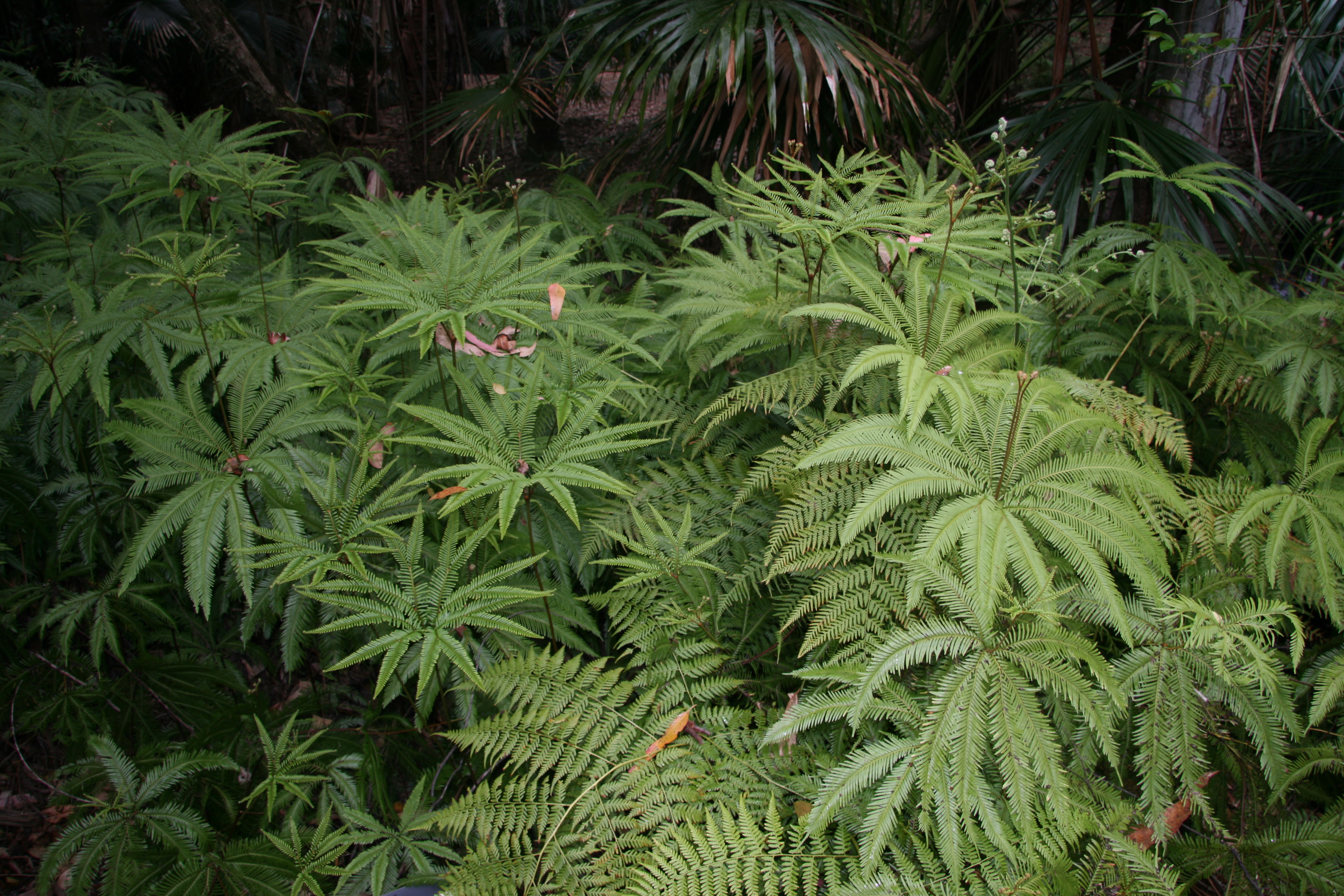